# لينا شونبورن
لينا شونبورن (بالألمانية: Lena Schöneborn) هي متسابقة خماسي ألمانية ولدت في يوم 11 أبريل 1986 في مدينة ترويسدورف في ألمانيا، أبرز إنجازاتها هو فوزها بالميدالية الذهبية في دورة الألعاب الأولمبية الصيفية 2008 في بكين في الفردي، وسبق للاعبة الفوز ب16 ميدالية في بطولات العالم في الفردي والجماعي منها 6 ميداليات ذهبية.

## روابط خارجية
- لينا شونبورن على موقع الاتحاد الدولي للخماسي الحديث (الإنجليزية)
- لينا شونبورن على موقع أوليمبيديا (الإنجليزية)
- لينا شونبورن على موقع اللجنة الأولمبية الألمانية (الألمانية)